# Go to Nassau
Go to Nassau è un album dal vivo del gruppo musicale statunitense Grateful Dead, pubblicato nel 2002 ma registrato nel 1980.

## Tracce

### Disco 1
1. Jack Straw (Robert Hunter, Bob Weir) – 6:34
2. Franklin's Tower (Hunter, Jerry Garcia, Bill Kreutzmann) – 11:58
3. New Minglewood Blues (traditional, arr. Weir) – 7:35
4. High Time (Hunter, Garcia) – 8:52
5. Lazy Lightnin' (John Perry Barlow, Weir) – 3:44
6. Supplication (Barlow, Weir) – 6:41
7. Peggy-O (trad., arr. Grateful Dead) – 7:32
8. Far From Me (Brent Mydland) – 4:02
9. Looks Like Rain (Barlow, Weir) – 8:12
10. China Cat Sunflower (Hunter, Garcia) – 5:16
11. I Know You Rider (trad., arr. Grateful Dead) – 6:30

### Disco 2
1. Feel Like A Stranger (Barlow, Weir) – 9:29
2. Althea (Hunter, Garcia) – 8:22
3. Lost Sailor (Barlow, Weir) – 5:49
4. Saint Of Circumstance (Barlow, Weir) – 6:45
5. Alabama Getaway (Hunter, Garcia) – 4:50
6. Playing In The Band (Hunter, Mickey Hart, Weir) – 8:03
7. Uncle John's Band (Hunter, Garcia) – 8:25
8. Drums (Hart, Kreutzmann) – 5:26
9. Space (Grateful Dead) – 2:46
10. Not Fade Away (Buddy Holly, Norman Petty) – 4:52
11. Goin' Down The Road Feeling Bad (trad., arr. Grateful Dead) – 6:49
12. Good Lovin' (Artie Resnick, Rudy Clark) – 7:23